# Metropolis light transport
Le Metropolis light transport (MLT) (en français, transport de lumière de Metropolis) est l'application à l'illumination globale d’une variante de la méthode de Monte-Carlo appelée algorithme de Metropolis-Hastings à l'équation du rendu pour générer des images à partir de descriptions physiques détaillées de scènes tridimensionnelles,.
La procédure construit des chemins allant de l’œil vers une source lumineuse à l’aide d’un path tracing bidirectionnel, puis construit de légères modifications du chemin. Un calcul statistique complexe (l'algorithme de Metropolis) est utilisé pour calculer la distribution appropriée de la luminosité sur l’image. Cette procédure présente l’avantage, par rapport au path tracing bidirectionnel, qu’une fois qu’un chemin a été trouvé de la lumière à l’œil, l’algorithme peut alors explorer les chemins à proximité ; ainsi, les chemins de lumière difficiles à trouver peuvent être explorés plus en profondeur avec le même nombre de photons simulés. En bref, l’algorithme génère un chemin et stocke les « nœuds » du chemin dans une liste. Il peut ensuite modifier le chemin en ajoutant des nœuds supplémentaires et en créant un nouveau chemin de lumière. Lors de la création de ce nouveau chemin, l’algorithme décide du nombre de nouveaux « nœuds » à ajouter et si ces nouveaux nœuds créeront ou non un nouveau chemin.
Le Metropolis light transport est une méthode non biaisée qui, dans certains cas (mais pas toujours), converge vers une solution de l'équation de rendu plus rapidement que d’autres algorithmes non biaisés tels que le path tracing ou le path tracing bidirectionnel.
La Energy Redistribution Path Tracing (ERPT) utilise des stratégies de mutation de type échantillonnage de Metropolis au lieu d’une étape de distribution de probabilité intermédiaire.